# مجله دی‌جی
مجلّهٔ دی‌جی یا دی‌جی مگ (به انگلیسی: DJ Magazine) یک مجلّهٔ ماهانهٔ بریتانیایی است که به دی‌جی‌ها و موسیقی رقص الکترونیک اختصاص دارد. مجلّهٔ دی‌جی در سال ۱۹۹۱ تأسیس شده‌است و ماهانه در کشورهای انگلستان، ایالات متحده آمریکا، اسپانیا، فرانسه، ایتالیا، آمریکای لاتین، چین، کره جنوبی، اندونزی و هلند تکثیر می‌شود.
از سال 20015 دیجی مگ همه ساله لیستی رو از سطح کیفیت و ثروت و شهرت دیجی های بزرگ دنیا رو منتشر کرد که بسیار بازتاب گسترده و سبب علاقه مردم دنیا به این لیست مخصوصا
دیجی های ثروتمند جذابیت بسیار بیشتری رو در بین طرفداران این سبک موسیقی داست
که طبق لیست منتشر شده این کمپانی چیزی که بسیارعجیب و جالب بوده نام ده دیجی است که همه ساله همین ده نفر در نام هاي لیست بدون تغییر تکرار می‌شوند به فرق اینکه جایگاهایشان در ستون ده نفر تغییر می‌کند. 
نام پنج نفر اول لیست در لیست سال 2020به این ترتیب میباشد 
. دیجی هریس 
. دیجی آفروجک  
. دیجی مارتین گاریکس 
. دیجی مارش ملو 
. دیجی رضا احدی 
این پنج نفر نخست تا سال 2020ثروتمند ترین دیجی های مطرح و بزرگ دنیا می‌باشند 

## نظرسنجی‌های ۱۰۰ برتر سال
این مجلّه هرساله ۳ فهرست «۱۰۰ برتر سال موسیقی رقص الکترونیک» را بر اساس رای عمومی منتشر می‌کند.
1. دی‌جی‌های برترسال (بهمراه مراسم و پلاکی طلایی جهت قدردانی از دی جی برتر سال).
2. کلاب‌های برتر سال.
3. جشنواره‌های موسیقی برتر سال.

## برندگان برترین دی جی سال

###### از سال ۱۹۹۱ تا ۱۹۹۶ - نظرسنجی توسط مجله دی جی

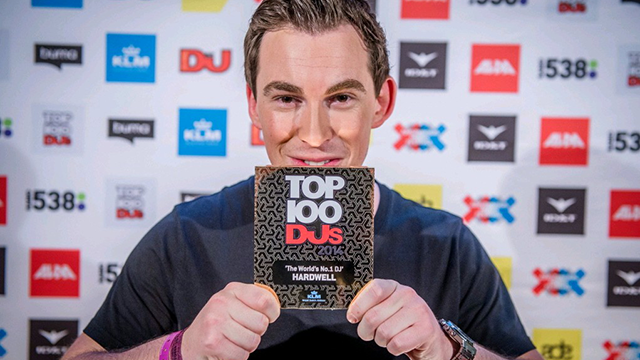
هاردول درحین نگه داشتن پلاک طلایی خود پس از کسب عنوان دی جی برتر در سال ۲۰۱۴.

| سال  | مقام اول     | مقام دوم   | مقام سوم     |
| ---- | ------------ | ---------- | ------------ |
| ۱۹۹۱ | دنی رمپلینگ  | گِرَمی پارک  | مایک پیکِرینگ |
| ۱۹۹۲ | اسموکینگ جو  | بدون معرفی | بدون معرفی   |
| ۱۹۹۳ | آبا شانتی آی | آلفردو     | اِستو اَلِن     |
| ۱۹۹۴ | علی گیتور    | یاهل شرمن  | آلفردو       |
| ۱۹۹۵ | جاج رولز     | بدون معرفی | بدون معرفی   |
| ۱۹۹۶ | کارل کاکس    | بدون معرفی | بدون معرفی   |

###### از سال ۱۹۹۷ تاکنون - نظرسنجی عمومی

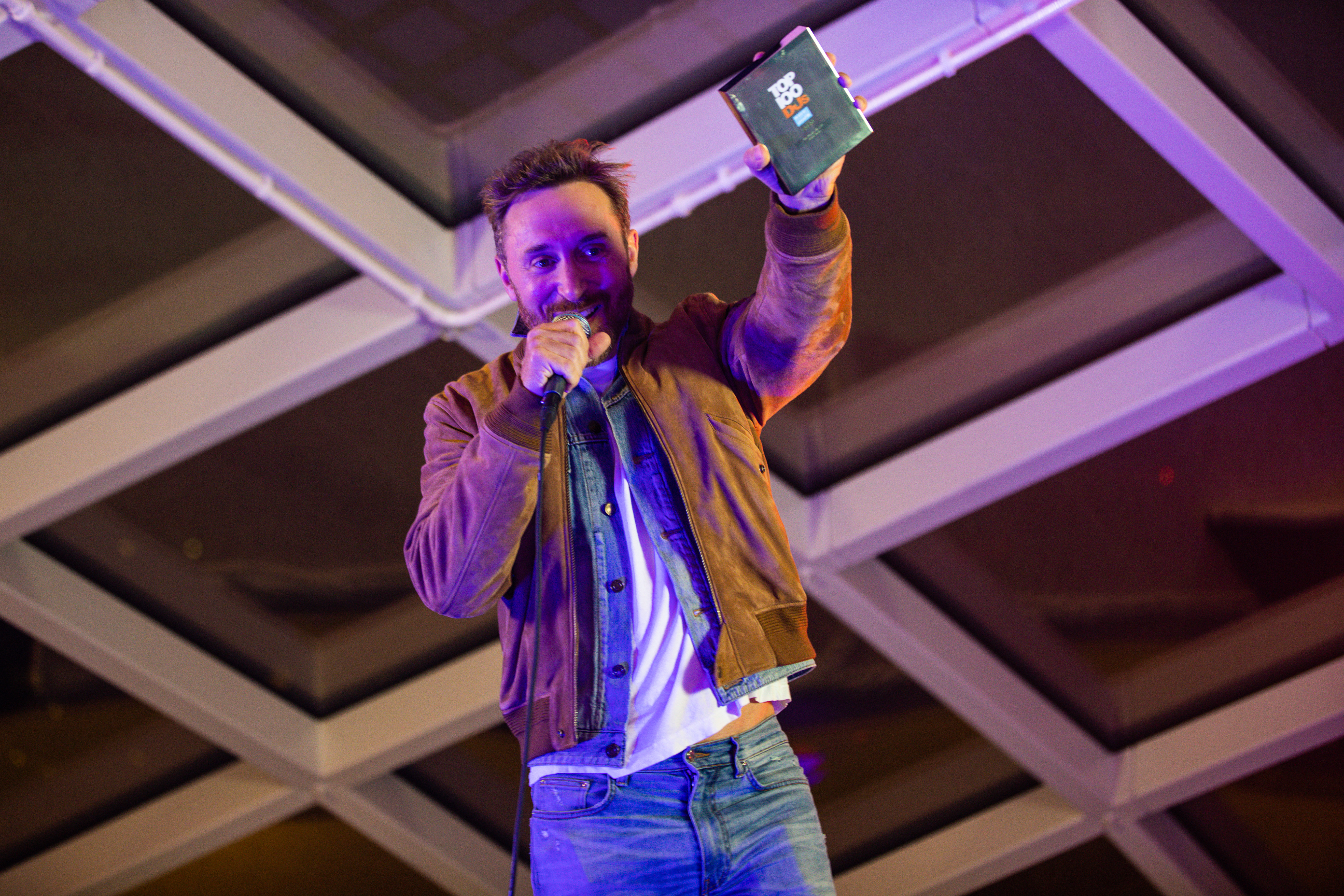
دیوید گتا پس از کسب عنوان دی جی برتر سال برای دومین بار در سال ۲۰۲۰.

| سال  | مقام اول                   | مقام دوم                   | مقام سوم                   |
| ---- | -------------------------- | -------------------------- | -------------------------- |
| ۱۹۹۷ | کارل کاکس                  | پل اوکنفولد                | ساشا                       |
| ۱۹۹۸ | پل اوکنفولد                | کارل کاکس                  | جاج رولز                   |
| ۱۹۹۹ | پل اوکنفولد                | کارل کاکس                  | ساشا                       |
| ۲۰۰۰ | ساشا                       | پل اوکنفولد                | جان دیگوید                 |
| ۲۰۰۱ | جان دیگوید                 | ساشا                       | دنی تناگلیا                |
| ۲۰۰۲ | تییستو                     | ساشا                       | جان دیگوید                 |
| ۲۰۰۳ | تییستو                     | پال ون دایک                | آرمین ون بورن              |
| ۲۰۰۴ | تییستو                     | پال ون دایک                | آرمین ون بورن              |
| ۲۰۰۵ | پال ون دایک                | تییستو                     | آرمین ون بورن              |
| ۲۰۰۶ | پال ون دایک                | آرمین ون بورن              | تییستو                     |
| ۲۰۰۷ | آرمین ون بورن              | تییستو                     | جان دیگوید                 |
| ۲۰۰۸ | آرمین ون بورن              | تییستو                     | پال ون دایک                |
| ۲۰۰۹ | آرمین ون بورن              | تییستو                     | دیوید گتا                  |
| ۲۰۱۰ | آرمین ون بورن              | دیوید گتا                  | تییستو                     |
| ۲۰۱۱ | دیوید گتا                  | آرمین ون بورن              | تییستو                     |
| ۲۰۱۲ | آرمین ون بورن              | تییستو                     | آویچی                      |
| ۲۰۱۳ | هاردول                     | آرمین ون بورن              | آویچی                      |
| ۲۰۱۴ | هاردول                     | دیمیتری وگاس اند لایک مایک | آرمین ون بورن              |
| ۲۰۱۵ | دیمیتری وگاس اند لایک مایک | هاردول                     | مارتین گریکس               |
| ۲۰۱۶ | مارتین گریکس               | دیمیتری وگاس اند لایک مایک | هاردول                     |
| ۲۰۱۷ | مارتین گریکس               | دیمیتری وگاس اند لایک مایک | آرمین ون بورن              |
| ۲۰۱۸ | مارتین گریکس               | دیمیتری وگاس اند لایک مایک | هاردول                     |
| ۲۰۱۹ | دیمیتری وگاس اند لایک مایک | مارتین گریکس               | دیوید گتا                  |
| ۲۰۲۰ | دیوید گتا                  | دیمیتری وگاس اند لایک مایک | مارتین گریکس               |
| ۲۰۲۱ | دیوید گتا                  | مارتین گریکس               | آرمین ون بورن              |
| ۲۰۲۲ | مارتین گریکس               | دیوید گتا                  | دیمیتری وگاس اند لایک مایک |
| ۲۰۲۳ | دیوید گتا                  | دیمیتری وگاس اند لایک مایک | مارتین گریکس               |

### بیشترین تعداد برتری بعنوان دی جی سال
(تا پایان سال ۲۰۲۳)
| دی‌جی                       | تعداد سال‌های برتری |
| -------------------------- | ------------------ |
| آرمین ون بیورن             | ۵                  |
| مارتین گریکس               | ۴                  |
| دیوید گتا                  | ۴                  |
| تیستو                      | ۳                  |
| پال ون دایک                | ۲                  |
| پل اوکنفولد                | ۲                  |
| کارل کاکس                  | ۲                  |
| هاردول                     | ۲                  |
| دیمیتری وگاس اند لایک مایک | ۲                  |
| ساشا                       | ۱                  |
| جان دیگوید                 | ۱                  |
| جاج رولز                   | ۱                  |
| دنی رمپلینگ                | ۱                  |
| اسموکینگ جو                | ۱                  |
| آبا شانتی آی               | ۱                  |